# دراشگفت (پاپی)
دراشگفت یک روستا در ایران است که در بخش پاپی شهرستان خرم‌آباد واقع شده‌است. دراشگفت ۱۶۲ نفر جمعیت دارد.

## جمعیت
این روستا در دهستان سپیددشت قرار دارد و براساس سرشماری مرکز آمار ایران در سال ۱۳۸۵، جمعیت آن ۱۶۲ نفر (۲۸ خانوار) بوده‌است.